# Sören Eismann
Sören Eismann (* 28. Juni 1988 in Rudolstadt) ist ein deutscher Fußballspieler. Er spielt seit dem Sommer 2021 für den TSV Steinbach Haiger.

## Karriere
Eismann begann seine Karriere in seiner Heimatstadt beim FC Einheit Rudolstadt und wurde im Sommer 2006 bei einem Jugendturnier von Holstein Kiel entdeckt. Nachdem er in der ersten Hälfte der Saison 2007/08 zu keinem Profi-Einsatz für Holstein gekommen war, wechselte er im Februar 2008 auf Leihbasis zum TuS Heeslingen. Dort gab Eismann am 10. Februar 2008 sein Debüt gegen den FC Oberneuland. Nach Ablauf des Leih-Vertrages kehrte er am 30. Juni 2008 zurück nach Kiel, wo er kurze Zeit später an den Thüringer Zweitligisten FC Carl Zeiss Jena verkauft wurde. Am ersten Spieltag der Drittliga-Saison 2010/11 kam er zu seinem ersten Profi-Einsatz beim FC Carl Zeiss Jena gegen den 1. FC Heidenheim. Im Juni 2011 wechselte Eismann zum Halleschen FC, wo er einen Zweijahresvertrag unterschrieb. Im Sommer 2013 verließ er den HFC und kehrte nach Jena zurück. Mit seinem als „unsportlich“ bezeichneten Tor im Spiel zwischen dem FC Carl Zeiss Jena und dem SV Meppen dominierte Sören Eismann am 16. September 2017 die Fußballnachrichten in Deutschland.
Im Sommer 2019 wurde Eismanns Vertrag in Jena nach zuletzt sechsjähriger Vereinszugehörigkeit, in der er über 160-mal für den Verein aufgelaufen war, aufgelöst. Er wechselte zum TSV Steinbach Haiger in die Regionalliga-Südwest, wo er einen Zweijahresvertrag unterschrieb. Nach Ablauf diesem wechselte er im Juli 2021 zu Rot-Weiss Essen, doch schon nach zwei Monaten mit drei absolvierten Ligapartien kehrte er zum 1. September wieder nach Steinbach zurück.